# Edifici de la Companyia d'Indústries Agrícoles
L'edifici de la Companyia d'Indústries Agrícoles està situat als carrers de Balmes, 99-105 i de Mallorca, 225-229 de Barcelona i està catalogat com a bé amb elements d'interès (categoria C).

## Història
El 1947, les oficines de la Companyia d'Indústries Agrícoles (fundada el 1911) es van traslladar a un edifici de nova planta al carrer de Balmes cantonada amb el de Mallorca, projectat per l'arquitecte Francesc Solà i Gené (1875-1948). El 1953 es va projectar una ampliació cap al carrer de Mallorca seguint el mateix estil.
A principis del segle xxi, l'edifici va ser adquirit per la cadena Hoteles Center (grup Noga), presidida per l'empresari Nicolás Osuna García, que el va reformar per a convertir-lo en l'hotel Barcelona Center, de 4 estrelles i 270 places.

## Descripció
Es tracta d'un edifici construït en dos moments diferents de la postguerra, amb un llenguatge classicista i un cert caràcter monumentalista.
Les plantes baixa i primera, destinades a oficines, tenen un tractament diferenciat de la resta; al xamfrà hi un gran portal d'arc de mig punt flanquejat per dos parells de columnes, i el primer pis té balcons de balustres amb frontons. Les tres plantes següents tenen un tractament més pla, i l'última planta està enretirada, excepte uns cossos sobresortint al xamfrà i al tram central del carrer de Mallorca.
De forma semblant a l'edifici del carrer de la Fusina, les obertures de la planta baixa tenien reixes amb les inicials CIA (Companyia d'Indústries Agrícoles), desaparegudes amb la reforma, a excepció dels dos portals d'escala dels extrems.